# Ambroise Andouard
Ambroise Andouard est un médecin, pharmacien, chimiste et agronome français né le 30 mars 1839 à Nantes et mort le 4 mars 1914 à Nantes.

## Biographie
Ambroise Pierre Andouard est professeur de l'École de médecine de Nantes.
Directeur de la Station agronomique de Nantes et de la Loire-Inférieure, il se consacre à la chimie agricole et aux expertises relatives aux denrées alimentaires.
Le 10 juillet 1883, il est élu correspondant national de l'Académie de médecine pour la division de physique et chimie médicales, puis, le 22 mai 1900, associé national.

## Travaux

### Publications
- Le Vignoble de La Roche (1899)
- Les Progrès de l'agriculture dans la Loire-Inférieure depuis un siècle (1889)
- Bulletin de la Station agronomique de la Loire-Inférieure (1884-1919)
- Notice biographique sur Pierre-Adolphe Bobierre (1882)
- Nouveaux Éléments de pharmacie (1874, 1881, 1882, 1886, 1892, 1898, 1904, 1905, 1910)
- Éléments de pharmacie
- Traiter des substances purgatives provenant des plantes Convolvulacées, sous le rapport de leur origine, de leurs espèces ou variétés, et des substitutions ou falsifications qu'elles peuvent subir (1864)

## Distinctions
- Officier d'académie

### Sources
- Émilien Maillard, Nantes et le département au XIXe siècle, 1891